# Altufjevo (stanice metra v Moskvě)
Altufjevo (rusky Алтуфьево) je stanice moskevského metra.

## Charakter stanice
Altufjevo je jednolodní podzemní stanice, mělce založená. Nachází se na Serpuchovsko-Timirjazevské lince, je zároveň i její severní konečnou. Stanice má dva výstupy, vedoucí do podzemních vestibulů, ty ústí pod stejnojmennou ulici. Pro veřejnost byla zprovozněna roku 1994, a to jako součást úseku Bibirjevo - Altufjevo. V projektové dokumentaci nesla název Altufjevskaja (rusky Алтуфьевская)